# Rivolta maccabea
La Rivolta maccabea (in ebraico מרד החשמונאים‎?) fu una rivolta giudaica condotta dai Maccabei contro l'Impero seleucide e contro l'influenza ellenistica sulla vita ebraica. La fase principale della rivolta durò dal 168 al 160 a.C. e terminò con il controllo dei Seleucidi sulla Giudea, ma il conflitto continuò fino al 134 a.C., con l'ottenimento finale dell'indipendenza da parte dei Maccabei.
Il re seleucide Antioco IV Epifane lanciò una massiccia campagna di repressione contro la religione ebraica nel 168 a.C.. Il motivo per cui compì tale atto non è ancora ben chiaro, ma pare che sia in relazione a un'erronea interpretazione del re del conflitto su vasta scala determinatosi all'interno del clero giudaico. Le pratiche religiose giudaiche furono bandite, la città di Gerusalemme posta direttamente sotto il controllo seleucide e il Secondo Tempio a Gerusalemme divenne il luogo di un sincretico culto pagano-ebraico. Questa repressione innescò la rivolta che Antioco IV aveva temuto, con un gruppo di combattenti ebraici condotti da Giuda Maccabeo e dalla sua famiglia nel 167 a.C., alla ricerca dell'indipendenza. I ribelli nel loro complesso vennero poi conosciuti come i Maccabei e gli eventi conseguenti fecero successivamente parte delle cronache nei due libri biblici I Maccabei e II Maccabei.